# Olha Puhovska
Olha Aleksandrovna Puhovska (ukrainien : Ольга Александровна Пуговская), née le 1er novembre 1942 à Tchkalov (RSFS de Russie), est une ancienne rameuse soviétique d'origine ukrainienne. Elle est médaillée d'argent aux Jeux de 1976.

## Carrière
Membre de l'équipe de l'Union soviétique aux Jeux olympiques d'été de 1976, elle remporte la médaille d'argent du huit.

## Palmarès

### Jeux olympiques
- Jeux olympiques d'été de 1976 à Montréal ( Canada) :
  -  médaille d'argent en huit